# Space Safety
Space Safety (englisch für „Weltraumsicherheit“, vormals Safety & Security) ist eine Sparte („Säule“) der Europäischen Weltraumorganisation (ESA). Sie ging 2020 aus dem Space Situational Awareness Programme (SSA-Programm) hervor, einem 2009 aufgelegten Programm zur Erkennung von Gefahren aus dem Weltall, insbesondere durch Weltraumschrott und erdnahe astronomische Objekte sowie Weltraumwetterereignisse. Gegenüber dem SAA-Programm wurde die neue Space-Safety-Sparte aufgewertet und ausgeweitet, unter anderem um das Thema Cyber resilience (Widerstandsfähigkeit von IT-Systemen).

## Space Situational Awareness Programme

### Hintergrund
Im Jahr 1993 wurde die erste ESA-Weltraummüll-Konferenz abgehalten, seither gab es regelmäßige Konferenzen zu diesem Thema. Die ESA beschloss das SSA-Programm im Jahr 2008 mit Starttermin 1. Januar 2009, verlängerte es mehrfach und sicherte es finanziell bis 2020. Koordiniert wurde es vom Europäischen Raumflugkontrollzentrum (ESOC) in Darmstadt. Seit 2020 wurde das Programm abgelöst und aufgeweitet zur ESA-Sparte „Space Safety“ (Weltraumsicherheit).
Das SAA-Programm umfasste sowohl die Auswertung bereits bestehender ESA-Überwachungssysteme und -Einrichtungen unter dem zusätzlichen Aspekt der Weltraumsicherheit, als auch deren Ausbau und die Schaffung neuer technischer und organisatorischer Mittel. 
Einer der Beweggründe für die Einrichtung des Programms bestand darin, Europa unabhängig von dem US-amerikanischen Space Surveillance System zu machen. Letzteres wird vom Militär betrieben, und die Daten werden auf freiwilliger Basis und nicht vollständig veröffentlicht. Ausgenommen waren z. B. Daten über die Flugbahnen von Spionagesatelliten. Zur Gewährleistung eines sicheren Satellitenbetriebs bestand die Notwendigkeit, diese Daten eigenständig zu sammeln und auszuwerten.

### Ziele
Das Ziel des Programms wurde wie folgt definiert:
„Ziel des SSA-Programms ist es, Europas unabhängige Nutzung und Zugang zum Weltraum durch die Beschaffung aktueller und genauer Informationen und Daten zur Weltraumumgebung, speziell zu Gefahren für Infrastruktur im Orbit und am Boden, zu unterstützen.“
Das Programm hatte drei Kernziele:
- Near-Earth Objects (NEO): Beobachtung von erdnahen Objekten (beispielsweise Asteroiden), die auf der Erde einschlagen könnten und somit eine potenzielle Bedrohung darstellen. Ein Beitrag dazu leistete die Gaia-Mission, die Bahndaten von den Erdbahn kreuzenden Asteroiden vermisst und die Optical Ground Station auf Teneriffa, die den Himmel auf Asteroiden und Weltraummüll durchsucht und bereits bekannte erdnahe Asteroiden verfolgt und damit die Bahndaten verfeinert.

- Space Weather (SWE): Verbesserung der Vorhersage des Weltraumwetters, etwa zum Schutz von Satelliten gegen Sonnenstürme. Die Sonne wird überwacht und bei koronalen Massenauswürfen wurde ca. 15 Minuten vor Eintreffen der geladenen Teile eine Warnung ausgegeben. Dazu wurden permanent Instrumente von der Erde und vom Weltraum auf die Sonne gerichtet. Auf verschiedenen Raumfahrzeugen wurde permanent die Partikeldichte und die Strahlungsenergie des Sonnenwinds gemessen.

- Space Surveillance and Tracking of satellites and space debris (SST): Überwachung, Vermeidung und mittelfristige Reduzierung von Weltraumschrott; Ausgabe von Prognosen über Objekte, die Gefahren für Satelliten darstellen, sodass Gegenmaßnahmen wie zum Beispiel Bahnänderungen von Satelliten eingeleitet werden können. Alle Daten wurden zentral gesammelt, verwaltet und ausgewertet. Beobachtungen von Objekten bis hinunter zu einer Größe von einem Zentimeter wurden in der zentralen Datenbank DISKOS erfasst und laufend aktualisiert. Die voraussichtliche Lebensdauer von Objekten bis zum Wiedereintritt wird prognostiziert, falls möglich.

### Planung
Die ursprüngliche Planung des Programms war in zwei Phasen:
Die erste Phase von 2009 bis 2013 beinhaltete zunächst den Zusammenschluss und gemeinsame Auswertung bestehender europäischer Teleskope und Radarstationen sowie die Neuschaffung solcher Anlagen. Für das SSA-Programm entstand außerdem ein neues Datenzentrum.
In der zweiten Phase sollte ab 2014 bis zum Jahr 2019 die Infrastruktur vervollständigt werden. Dafür wurden bodengestützte Einrichtungen, die in der ersten Phase zusammengeschlossen wurden, ausgebaut und optimiert. Zudem sollte eine weltraumgestützte Infrastruktur entwickelt werden, die auch zwei bildgebende Satelliten zur Aufspürung von Objekten in Erdumlaufbahnen vorsieht.
Nach Planungsstand von 2016 sollte bis Ende 2019 ein Teleskop namens „Flyeye“ auf dem Monte Mufara auf Sizilien installiert werden, um erdnahe Objekte automatisch zu identifizieren. Das Konzept von Flyeye besteht in einer Aufteilung eines großen beobachtbaren Himmelsbereichs von ungefähr 45 Quadratgrad in 16 Regionen mit insgesamt 16 Kameras gleichzeitig. Das Verfahren ähnelt dem Prinzip des Facettenauges einer Fliege. Die italienische Weltraumagentur würde in diesem Fall die komplette Infrastruktur, also Zufahrtsweg, Energieversorgung, Wasser- und Kommunikationsleitungen bereitstellen. Die ESA wollte das Observatorium, die Gebäude und das Teleskop bauen.

### Umsetzung
Im Rahmen des SSA-Programms richtete die ESA ein neues „Weltraumwetter-Koordinationszentrum“ in Brüssel und ein Koordinationszentrum für die Überwachung erdnaher Objekte am Europäischen Weltraumforschungsinstitut (ESRIN) in Frascati, Italien ein. Beide wurden 2013 eröffnet.
In den nachfolgenden vier Jahren wurden zahlreiche Entwicklungstätigkeiten für Verbesserungen vorhandener technischer Systeme und die Schaffung neuer Systeme eingeleitet. Dabei ging es beispielsweise um eine bessere Auswertung der Daten der ESA-Satelliten und -Raumsonden Proba-2, SOHO und Gaia, um Studien für weitere Überwachungssatelliten, und um die Entwicklung des Flyeye-Teleskops. Es gibt seither verteilte, teils auch militärisch genutzte Radarstationen, die zuvor zumeist von den nationalen Weltraumagenturen auf nationaler Ebene betrieben wurden, die ihre Daten über erkannte Flugkörper, Weltraumschrott und Militärsatelliten nun an die ESA weiterleiten. Nicht alle Ziele des Programms konnten innerhalb des geplanten Zeitraums abgeschlossen werden, jedoch wurden alle Projekte weiterentwickelt.

## Neustrukturierung ab 2020 als „Space Safety“
Seit 2020 werden die meisten der verschiedenen ESA-Programme vier Sparten („Säulen“) zugeordnet. Das SSA-Programm ging in der neuen Sparte „Safety & Security“ auf, die wenig später in „Space Safety“ (Weltraumsicherheit) umbenannt wurde. Diese bildet das Dach für mehrere eigenständige Programme und erhielt ein wesentlich umfangreicheres Budget. Dies soll die neu geschaffenen Institutionen festigen, die sich um Weltraumschrott, erdnahe Asteroiden und um aktuelle Daten über das Weltraumwetter kümmern. Zusätzlich umfasst die neue Sparte weitere Aktivitäten und Bereiche, wie beispielsweise die „Cyber resilience“.
Am 12. April 2022 wurde das Space Safety Centre als eigenes Büro am ESOC in Darmstadt eröffnet, das die verschiedenen Aktivitäten bündelt und koordiniert. In vielen Bereichen arbeitet ESA dabei mit anderen europäischen und nichteuropäischen Weltraumorganisationen zusammen.

## Aktivitäten
Die ESA betreibt die Optical Ground Station auf Teneriffa, Spanien für Laserkommunikation mit Satelliten, nutzt diese aber auch für optisches Tracking, zur Bahnbestimmung und Identifikation von Weltraumschrott und zur Neuerfassung und Beobachtung von erdnahen Asteroiden. Zusätzlich wurde dort die Izaña 1 Laser-Ranging Station (IZN-1) mit Laser Ranging ausgerüstet, mit der die Entfernung von Satelliten bis auf wenige cm genau vermessen werden kann. Für Laser Ranging war die ESA zuvor alleine auf die Mitarbeit von nationalen Stationen und astronomischen Organisationen angewiesen. Die Daten von aktiven Satelliten, inaktiven Satelliten und Weltraumschrott werden vom ESA Space Debris Office gesammelt und katalogisiert und daraus die Umlaufbahnen berechnet, ebenso die Lebensdauer im Orbit. Das Space Debris Office im ESOC in Darmstadt bringt den Annual Space Environment Report über die Entwicklung und Prognosen von Weltraumschrott heraus. 
Das Flyeye-Projekt kam nach vielen Verzögerungen im Sommer 2025 in Sizilien in die aktive Phase, first light war im Mai 2025 (Observatoriums Code: S16). Die  Planung sieht insgesamt vier solcher Teleskope vor, die an mehreren Stellen über den Globus verteilt werden und damit eine große Himmelsabdeckung erreichen. 
Die vorhandenen Daten diverser Teleskope z. B. auch der Teleskope der ESO und der nationalen Astronomischen Institute werden für die Bahnbestimmung von erdnahen Objekten ausgewertet. Die Beobachtungen aller Einrichtungen über erdnahe Objekte werden gebündelt im Near-Earth Object Coordination Centre, das im ESRIN beheimatet ist, dort wird ein Alarm ausgelöst, wenn ein Einschlag eines solchen Objekts auf der Erde bevorsteht. Die Daten über diese Objekte werden mit dem MPC geteilt. 
ESA Vigil ist ein Projekt zur Verbesserung der Vorhersage des Weltraumwetters. Dazu soll die Sonne vom Lagrangepunkt L5 permanent beobachtet und Strahlung und Partikel gemessen werden. Mit Vigil soll die Vorwarnzeit bei koronalen Massenauswürfen und anderen Sonnenereignissen von bisher 15 Minuten auf mehrere Stunden vor dem Eintreffen verlängert werden. Miteingeplant ist die Unterstützung und Auswertung der Daten des indischen Sonnenobservatoriums Aditya-L1. 
Die Raumsonde Hera soll prüfen, wie erfolgreich die NASA-Mission DART zur Erprobung einer Methode der Asteroidenabwehr war. Ziel des gemeinsamen Projekts ist es, Asteroiden umlenken zu können, die eine Gefahr für die Erde darstellen.
Clearspace-1 ist ein Programm zur Erprobung von Technologien zur Beseitigung von Weltraummüll.
Neu hinzugekommen ist der Bereich Cybersecurity; dabei geht es um die Sicherung des Satellitenbetriebs gegen Hackerangriffe, Manipulation und Sabotage, Datenverschlüsselung und andere Aspekte einer sicheren Kommunikation.